# Naticarius hebraeus
Naticarius hebraeus (Martyn, 1786) è un mollusco gasteropode marino appartenente alla famiglia Naticidae.

## Descrizione

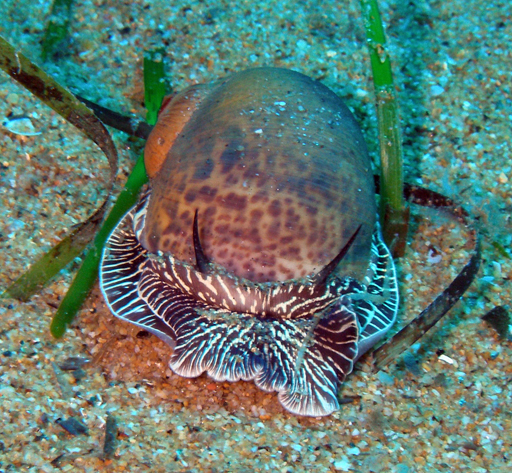
Naticarius hebraeus

La conchiglia ha un aspetto globoso, l'apertura è di forma semicircolare, lievemente allungata verso il margine superiore.
Il colore di fondo è biancastro con punteggiature rosso-violacee di varia grandezza che si fondono tra di loro lungo due fasce spirali parallele.
L'opercolo è calcareo e di colore bianco-crema.

## Distribuzione e habitat
Questa è una specie molto comune nel Mar Mediterraneo in fondali sabbiosi.

## Specie simili
- Natica stercusmuscarum che ha una punteggiatura più netta e regolare.